# Mayville (New York)
Pour les articles homonymes, voir Mayville.
Mayville est un village faisant partie de la commune de Chautauqua et le siège du comté de Chautauqua, dans l’État de New York, aux États-Unis. Selon le recensement de 2020, le village a une superficie de 5,2 km2 et compte 1 477 habitants.

## Géographie
Le village est situé au rive nord du lac Chautauqua, dont la commune et le comté tiennent leur nom.

## Histoire
Les premiers Euro-Américains s'y installèrent en 1804, quand la terre appartenait au Holland Land Company, une société hollandaise ayant acheté un vaste territoire dans la partie occidentale de l'actuel État de New York. Le village fut établi officiellement en 1830 et tiendrait son nom de May Busti, fille de Paolo Busti, agent de ladite société hollandaise, qui établit une agence dans le village.  Grâce à cet emplacement, Mayville fut un port important pour la flottille de bateaux à vapeur de Jamestown, au rive sud du lac, reliant ainsi toutes les communautés autour du lac au XIXe siècle.